# SC 07 Altenkessel
SC 07 Altenkessel is een Duitse voetbalclub uit Altenkessel, een stadsdeel van Saarbrücken.

## Geschiedenis
De club werd in 1907 opgericht als Sportverein Borussia Altenkessel en nam in 1910 de naam SC 07 Altenkessel aan. In 1912 sloot Fußball-Club 1905 Neudorf zich bij de club aan. In 1921 promoveerde de club naar de hoogste klasse van de Rijnhessen-Saarcompetitie, maar degradeerde na één seizoen. De club trad voor het eerst in de schijnwerpers in 1942 toen de club promoveerde naar de Gauliga Westmark, een van de hoogste klassen in het Derde Rijk. De club werd afgetekend laatste en degradeerde. Tijdens de Tweede Wereldoorlog vormden vele teams, die het moeilijk hadden om een volledig elftal op te stellen vaak een oorlogsfusie met een ander team. Altenkessel speelde vanaf 17 oktober 1943 samen met FV Saarbrücken onder de naam KSG FV/AK Saarbrücken. De club werd kampioen en plaatste zich voor de eindronde om de Duitse landstitel. De club versloeg Göppinger SV en FC Mülhausen 93. In de kwartfinale verloor de club dan met 1-5 van 1. FC Nürnberg.
Na de oorlog probeerde Frankrijk om Saarland onafhankelijk te laten verklaren. De clubs uit Saarland trokken zich drie seizoenen terug uit de Duitse competitie en speelden in de Ehrenliga Saarland. Altenkessel promoveerde in 1950 en werd twaalfde op veertien clubs. Na dit seizoen keerden de clubs terug naar de Duitse competitie en de club ging in de Amateurliga Saarland spelen, de derde klasse. De club promoveerde meteen naar de 2. Liga Südwest en degradeerde na twee seizoenen.
De volgende seizoenen speelde de club in de middenmoot tot een degradatie volgde in 1961. De club zakte verder weg en in 1974 promoveerde de club naar de Bezirksliga, vierde klasse, waar ze tot 1978 speelden. Van 1982 tot 1987 speelden ze opnieuw in de vierde klasse. Intussen is de club weggezakt naar de laagste competities.